# Ceratandra globosa
Ceratandra globosa är en orkidéart som beskrevs av John Lindley. Ceratandra globosa ingår i släktet Ceratandra och familjen orkidéer. Inga underarter finns listade i Catalogue of Life.